# Wialon
Wialon es una plataforma de seguimiento GPS e IoT que permite a los usuarios controlar los objetos móviles e inmóviles (vehículos, maquinaria, edificios, empleados, mascotas, etc.) en más de 130 países del mundo. El sistema está desarrollado por Gurtam, una empresa privada bielorrusa con sede en Minsk, y se distribuye a través de la red de integradores de sistemas de seguimiento satelital. La red de socios de Wialon consta de más de 1900 empresas que brindan servicios integrales de seguimiento por GPS de la flota.
En noviembre de 2016 el millonésimo vehículo fue conectado a Wialon, en mayo de 2019 ya hubo más de 2 millones de vehículos en el sistema y en julio de 2020 – 2,5 millones.
Según una investigación de Berg Insight de 2020, Wialon fue reconocida como la mayor plataforma en la CEI y Europa del Este por el número de vehículos conectados.

## Funcionalidad básica
- el seguimiento de la ubicación de unidades y de sus movimientos en el mapa;
- el control de varios parámetros de unidades, tales como la velocidad de movimiento, el nivel de combustible, la temperatura y otros;
- el control de unidades (ejecución de comandos, ejecución automática de tareas) y de conductores (SMS, llamadas por teléfono, asignaciones);
- la recepción de notificaciones sobre la actividad de una unidad;
- el seguimiento del movimiento de una unidad por una ruta determinada;
- la generación de informes (tablas, gráficas) a base de la información recibida de una unidad.

La plataforma recibe todos los datos de los sensores instalados en la unidad de seguimiento, los procesa y los representa en forma de informes y gráficas. Los datos obtenidos también se pueden exportar a archivos de varios formatos. 
Wialon se distribuye en dos formatos:
- Software as a service (SaaS): Wialon Hosting está instalado en el centro de servidores de Wialon
- Software de servidor: Wialon Local se instala en el servidor del cliente

Además de la versión de escritorio, existe una aplicación móvil Wialon para iOS y Android que está disponible para la solución en la nube Wialon Hosting y la versión de servidor Wialon Local.

## Aplicaciones de nicho a base de Wialon
Para abordar tareas específicas, Gurtam ha desarrollado aplicaciones de nicho basadas en Wialon:
- Hecterra es una solución para el sector agrícola que permite controlar la ejecución de operaciones de campo utilizando los datos telemáticos.
- NimBus es una solución para el seguimiento del transporte público.
- Fleetrun es una solución que sirve para gestionar el proceso de mantenimiento técnico de vehículos.
- Logistics es una solución que ayuda a organizar el trabajo de servicios de entrega.
- Eco Driving es una solución que permite valorar la calidad de conducción.

## Desarrollo a base de Wialon
Para desarrollar soluciones a base de la plataforma, los desarrolladores proporcionan un SDK. La API abierta permite integrar Wialon con otros servicios como, por ejemplo, los sistemas de contabilidad.

## Marca blanca de Wialon
Los usuarios pueden personalizar los elementos de la interfaz de Wialon para utilizar el sistema bajo su marca. El cliente puede cambiar:
- esquema de colores
- fuente de la interfaz
- logotipo y fondo de la página de inicio de sesión
- textos (título de la página, enlace a la documentación, enlace al soporte técnico, etc.)

## Capacitación
Gurtam ofrece oportunidades de capacitación para especialistas de todos los niveles de conocimiento.
Tipos de formación:
- Sesión individual en línea basada en las especificaciones técnicas enviadas previamente
- Serie de sesiones en línea con tareas prácticas
- Visita a la oficina del integrador

## Certificación
La aprobación de la prueba de certificación confirma el conocimiento del sistema. Existen certificados de varios niveles, del primero al cuarto, según el porcentaje de respuestas correctas. Cada nivel se recomienda para distintos departamentos de la empresa del integrador. Todos los intentos para aprobar la prueba de certificación son gratuitos.

## Conferencias de Wialon
Desde 2010, la ciudad de Minsk es anfitriona de la Telematics, la conferencia anual de socios de Wialon de 130 países. En 2019 más de 560 profesionales de la telemática de todo el mundo asistieron a la décima conferencia de Wialon.
Además de la conferencia anual de Minsk, las conferencias de los socios de Wialon se llevan a cabo cada año antes de los principales eventos de la industria en Dubái, Los Ángeles y la Ciudad de México.